# Vetenskapsradion Forum
Vetenskapsradion Forum var Sveriges Radios program om humanistisk och samhällsvetenskaplig forskning. Programledare och producent var Urban Björstadius. 
Programmet sändes i Sveriges Radio P1 mellan januari 2004 och mars 2016 på måndagar kl 13:20 med repris på tisdagar kl 19:03 och tog exempelvis upp litteraturvetenskap, filmvetenskap, etnologi, psykologi och antropologi. Det producerades av Produktionsbolaget Prata.
Vetenskapsradion Forum var resultatet av en sammanslagning av programmen Vetenskapsradion Humaniora och Vetenskapsradion Samhälle.

## Signaturmelodi
Signaturmelodin var Cantaloop, av gruppen US3, som är en omgjord version av jazzklassikern Cantaloupe Island av Herbie Hancock.